# Spyros Papaloukas
Spyros Papaloukas (griechisch Σπύρος Παπαλουκάς, * 1892 in Desfina, Fokida; † 3. Juni 1957 in Athen) war ein griechischer Maler.

## Biografie
Papaloukas wurde in Desfina geboren und im Alter von 6 Jahren verlor er seinen Vater. Als Kind lernte er in seinem Heimatort die Kunst der Hagiographie. Im Jahr 1909 wurde er in die Athener Kunsthochschule aufgenommen, wo er bis 1916 unter der Anleitung von Georgios Roilos, Georgios Iakovidis, Stefanos Lantsas, Dimitrios Geraniotis und Pavlos Mathiopoulos studierte. Als Student malte er schon Ikonen für den Tempel des Heiligen Demetrios von Desfina. Von 1917 bis 1921 setzte er seine Studien in Paris an der Académie Julian und anderen Kunstschulen fort.
Im Jahr 1921 kehrte er nach Griechenland zurück und begleitete die griechische Armee nach Kleinasien als offizieller Illustrator des Einsatzes zusammen mit Periklis Vyzantios und Pavlos Rodokanakis. Seine Werke aus dieser Zeit wurden im Zappeion ausgestellt, gingen aber bei der Brand von Izmir 1922 fast vollständig verloren. Man schätzt, dass es sich um 500 Werke handelt, von denen nur sehr wenige Zeichnungen erhalten geblieben sind. Nach seiner Rückkehr aus Kleinasien ließ er sich in Ägina nieder, wo er eine Reihe von postimpressionistischen Werken schuf. Im Jahr 1923 besuchte er den heiligen Berg Athos, wo er zusammen mit seinem Freund Stratis Doukas ein ganzes Jahr lang die Landschaft malte, byzantinische Malerei studierte und Kopien von zahlreichen Werken der kirchlichen Kunst anfertigte. Ein Teil dieser Werke wurde 1924 in Thessaloniki in einem Saal des Weißen Turms ausgestellt. 1925 lebte er sechs Monate lang auf Lesbos und schuf eine Reihe von Landschaftsbildern von Dörfern und einige Porträts. Den Sommer 1926 verbrachte er in Salamis, wo er erneut Landschaften malte.
Im Jahr 1927 gewann er den Panhellenischen Wettbewerb für die Ausmalung der Kathedrale von Evangelistria in Amfissa. Ab 1927 entwarf er auch Bühnenbilder und Kostüme für das Nationaltheater und malte Wandbilder an den Fassaden von Privathäusern und öffentlichen Gebäuden, wie dem Blauen Haus in Exarchia, für dessen Farbgestaltung er verantwortlich war.
In den 1930er und 1940er Jahren stellte er seine Werke zusammen mit anderen Malern der Art Group Omada Techni (Ομάδα Τέχνη) aus und beteiligte sich an der Herausgabe der Kunstzeitschrift The 3rd Eye. Im Jahr 1940 wurde er zum Berater der Stadtverwaltung von Athen in Fragen der Stadtplanung und Raumordnung sowie zum Direktor der städtischen Galerie ernannt. Von 1943 bis 1951 unterrichtete er Zeichenkurse an der Schule für Architektur der Nationalen Technischen Universität Athen und wurde 1956 zum Professor an der Athener Schule der bildenden Künste gewählt.
Er starb 1957 in Athen. Die Nationalgalerie Griechenlands ehrte ihn 1976 mit einer Ausstellung seiner Werke. Das Kulturzentrum der Stadt Athen ehrte ihn gleichfalls in 1982. Im November 2006 schenkte seine Tochter und Alleinerbin, Asimina (Mina) Papaloukas, fast sein gesamtes Werk der V. & M. Theocharakis-Stiftung für bildende Kunst und Musik, deren Gründer ein Schüler von Papaloukas war.
Spyros Papaloukas beschäftigte sich hauptsächlich mit Landschaften, obwohl er während seiner gesamten künstlerischen Karriere auch Porträts, Akte, Innenräume und Stillleben sowie Hagiographien schuf. Er war sehr vertraut mit den künstlerischen Trends und Künstlern seiner Zeit (Cézanne usw.), aber auch mit der antiken und byzantinischen Kunst, deren Elemente ihn beeinflussten.